# Osan
Osan (en coreano: 오산시, Romanización revisada: osansi, léase: Ósan) Es una ciudad en la provincia de Gyeonggi al norte de la república de Corea del Sur. Está ubicada al sur de Seúl a unos 35 km. Su área es de 42.31 km² (40% bosque) y su población total es de 185.000 (2011).

## Administración
La ciudad de Osan se divide en 6 distritos.
- Distrito Jungang (중앙동)
- Distrito Daewon (대원동)
- Distrito Namchon (남촌동)
- Distrito Sinjang (신장동)
- Distrito Semado (세마동)
- Distrito Chopyeong (초평동)

## Toponimia
La ciudad llegó a ser llamada por su nombre actual desde 1914, en el momento de una reorganización general de los gobiernos locales bajo el dominio japonés. En ese momento era una villa de Suwon. Este nombre, a su vez fue tomado de la de un arroyo local, el Osancheon. Sin embargo, antes de la ocupación japonesa, el nombre había sido dictada en hanja como 鳌山, que significa “montaña caparazón blando de tortuga”. Debido a la abundancia de cuervos en la zona los japoneses la llamaron 乌山, que significa "montaña pájaro". 

## Datos
- Su economía depende de la agricultura y las industrias.
- Fue escenario de una de las batallas de la guerra de Corea llamada la Batalla de Osan librada el 6 de julio de 1950.
- La ciudad es sede principal de la Base de EE. UU. llamada Osan Air Base que está desde 1952.

## Ciudades hermanas
- Hidaka, Japón.
- Urumchi, República Popular China.
- Killeen, Estados Unidos.